# بخش شاردینسکی
بخش شاردینسکی (به لاتین: Shadrinsky District) یک منطقهٔ مسکونی در روسیه است که در استان کورگان واقع شده‌است.